# Schefflera herthae
Schefflera herthae är en araliaväxtart som beskrevs av Hermann August Theodor Harms. Schefflera herthae ingår i släktet Schefflera och familjen araliaväxter.
Artens utbredningsområde är Ecuador. Inga underarter finns listade.